# Muntjac de Tenasserim
El muntjac de Tenasserim o muntjac de Fea (Muntiacus feae) és una rara espècie de muntjac nadiu de la República de la Xina, República Democràtica Popular Lao, Myanmar i el Vietnam. A més a més, l'espècie s'ha introduït a Tailàndia. La seva mida és similar al muntjac comú el pes adult està entre els 18 - 21 kg.
És diürn i solitari, habitant a les terres altes sempre perennes, arbusts o boscos mixtes (a una altitud de 2500 m (8200 ') amb una dieta d'herbes, de creixement lent fulles, brots i oferta.
Els joves, en general, neixen en una densa vegetació, romanent ocults fora del perill, fins que puguin viatjar amb la mare.
El seu nom està en honor de Leonardo Fea.